# Femmes de yakuzas
Pour plus de détails, voir Fiche technique et Distribution.
Femmes de yakuzas (極道の妻たち, Gokudō no onna-tachi) est un film japonais réalisé par Hideo Gosha, sorti en 1986.

## Fiche technique
Sauf indication contraire, les informations mentionnées dans cette section peuvent être confirmées par la base de données cinématographiques IMDb,  présente dans la section « Liens externes ».
- Titre original : 極道の妻たち (Gokudō no onna-tachi?)
- Titre français : Femmes de yakuzas
- Réalisation : Hideo Gosha
- Scénario : Kôji Takada et Shôko Ieda
- Direction artistique : Yoshinobu Nishioka
- Décors : Osamu Kubota
- Costumes : Muneyuki Kuroki
- Photographie : Fujio Morita
- Montage : Isamu Ichida
- Musique : Masaru Satō
- Société de production : Toei
- Pays d'origine : Japon
- Format : Couleurs - 1,85:1
- Genre : policier
- Durée : 120 minutes
- Date de sortie :
  - Japon : 15 novembre 1986

## Distribution
- Shima Iwashita : Migiwa Awazu
- Rino Katase : Makoto Ike, la sœur de Migiwa
- Akiko Kana : Yasuko Koiso
- Riki Takeuchi : Taichi Hanada
- Kōjirō Shimizu : Hanji Kiyono